# Amortizor
Amortizorul (din fr.: amortisseur) este un dispozitiv care servește la amortizarea unui șoc, a unui zgomot sau a unui fenomen de oscilație la un sistem tehnic.

Amortizor hidraulic monotubular în diferite situații operaționale.

Din punct de vedere al construcției interioare, există amortizoare bitubulare și amortizoare monotubulare.
Din punct de vedere al construcției exterioare, amortizoarele pot fi:
- Amortizor clasic - întâlnit în general la puntea spate rigidă sau semirigidă a autovehiculelor, ca și la puntea față a unor autoturisme de tip mai vechi a căror tren de rulare cuprinde brațe și pivoți superioare și inferioare. Acest tip de amortizor are un rol numai în amortizarea oscilațiilor și forțele la care este suspus sunt numai axiale.
- Amortizor tip cartuș – el este montat în interiorul unui ansamblu amortizor, numit picior McPherson, care în varianta demontabilă permite schimbarea doar a cartușului, singurul care se uzează
- Amortizor tip picior McPherson – se folosește la suspensiile tip McPherson, întâlnite în general la puntea față a autovehiculelor. Acest tip modern de suspensie simplifică construcția trenului de rulare prin eliminarea brațului și a pivotului superior, funcția lor fiind preluată de amortizor și lagărul de prindere superior. Acest tip de amortizor este supus de aceea, pe lângă forțele de amortizare axiale, și unor forțe laterale.